# Camerata Picena
Camerata Picena és un comune (municipi) de la província d'Ancona, a la regió italiana de les Marques, situat a uns 14 quilòmetres al sud-oest d'Ancona. A 1 de gener de 2019 la seva població era de 2.558 habitants.
Camerata Picena limita amb els següents municipis: Agugliano, Ancona, Chiaravalle, Falconara Marittima i Jesi.